# Az árgyélus kismadár
Az árgyélus kismadár Bartók Béla besorolása szerint vegyes stílusú magyar népdal. Pongrácz Zoltán gyűjtötte 1931-ben a Komárom megyei Naszvadon.
Argyrus király  Gergei Albert História egy Árgius nevű királyfiról és egy tündér szűzleányról című széphistóriájának a főszereplője. Árgyélus e név népies változata. Ugyanez a széphistória képezte Vörösmarty Mihály Csongor és Tünde című darabjának alapját.
Az árgyélus szó jelentése a népdalban: angyali, tündéri.

## Kottája és dallama
| Az árgyélus kismadár nem száll minden ágra, én sem fekszem minden nap szép paplanos ágyba. Szállj, el, szállj el, gyönge kis madárka, szánj meg, bánj meg, gyönge kis madárka. | Az én kedves vacsorám csak egy piros alma, Az én vetett nyoszolyám csak egy marék szalma. Szállj, el, szállj el… |

## Feldolgozások
| Szerző        | Mire                | Mű                                | Előadás           |
| ------------- | ------------------- | --------------------------------- | ----------------- |
| Bárdos Lajos  | gyermekkar          | Kicsinyek kórusa, I. füzet 7. dal | [ 1 ] [ 2 ] [ 3 ] |
| Bárdos Lajos  | vegyeskar           | Patkóéknál, 4. dal                | [ 5 ] [ 6 ] [ 7 ] |
| Bárdos Lajos  | ének, zongora       | Az árgyélus kismadár              |                   |
| Petres Csaba  | két furulya         | Tarka madár, 50. kotta            |                   |
| Ludvig József | ének, gitárakkordok | Kis kacsa fürdik…, 24. oldal      |                   |

## Érdekesség
Az 1970-es években Vujicsics Tihamér egy kabaréműsor keretében a népdal 7 különféle feldolgozását-hangszerelését mutatta be 1-1 percben (Kabos László fölvezetésével, a Stúdió 11 zenekar előadásában). Halála után 2 évvel megjelent 1977-es lemezén több muzsikamókája keretében hallható a stílusbravúr.
A zenei paródia változatai: alapállás, kínai, dél-macedón (9/8), tűzoltózenekari, cigánynóta, dél-amerikai (cha-cha-cha), észak-amerikai (jazzes).

### Weblapok
- Az árgyélus kismadár nem száll minden ágra kotta (Szlovákiai Magyar Művelődési Intézet)
- Az árgyélus kismadár nem száll minden ágra kotta (Szlovákiai Magyar Társadalmi és Közművelődési Szövetség)
- árgyélus (mondtak volt...)
- Nóták (Szegedi piaristák)
- Az árgyélus kismadár /Komárom/ (Vadai Henrietta honlapja)
- Művelődés Kórustár
- Az árgyélus kismadár (kotta)
- Az árgyélus kismadár kotta (OSZK)

### Népdalgyűjtemények
- Béres József: Szép magyar ének. Negyedik kiadás. (hely nélkül): Akovita Könyvkiadó Kft. 2016.   I kötet., 183. o. ISBN 978 963 88686 9 5
- Törzsök Béla: Zenehallgatás az óvodában: Dallamgyűjtemény óvodák számára. Budapest: Zeneműkiadó. 1980.  ISBN 963 330 402 4 80. kotta
- Tücsök koma, gyere ki: Gyermekdalok és -játékok óvodásoknak és kisiskolásoknak. Összeállította: Petres Csaba. II., javított kiadás. (hely nélkül): Ábel kiadó. 2007.  ISBN 978 973 114 033 9 271. kotta

### Feldolgozások
- Muszty Bea – Dobay András: Csalamádé: 5. Nagy Daloskönyv. 5. kötet (hely nélkül): Muszty-Dobay Bt.  149. o. ISMN 979 0 801659 00 2, gitárkísérettel
- Tarka madár: 162 könnyű darab szoprán- és altfurulyára. Átiratok és eredeti művek. Összeállította: Petres Csaba. Kolozsvár: Ábel kiadó. 2007.  ISBN 978-973-114-041-4 50. kotta
- Ludvig József: Kis kacsa fürdik…: Gyermekdalok gitárakkordokkal. Miskolc: Koncert 1234 Kft.  24. o.

## Felvételek
- Az árgyélus kismadár (picur rádió)
- Az árgyélus kismadár... (gyerekdal, rajzfilm gyerekeknek). YouTube 0'10''–1'05''
- Enyedi Sándor. YouTube gitár, 1'57''–3'37''
- Kusnyár Vivien. YouTube
- Csík Zenekar – Az árgyélus kismadár (Mátyusföldi táncdallamok). YouTube 0'00''–1'35''
- Az árgyélus kismadár. YouTube